# ماوزر سي 96
ماوزر سي 96 (بالألمانية: Mauser C96) هو مسدس نصف آلي صنع من قبل شركة ماوزر الألمانية مابين أعوام 1896-1937. كانت تصنع أيضا نسخا غير مرخصة من المسدس في إسبانيا والصين في النصف الأول من القرن 20.
الخصائص الرئيسية المميزة للسي 96 هي طول مخزن للرصاصات المربع متجزأ أمام الزناد، وخشب مزدوج لحفظ الأوراق المالية باعتبارها الحافظة أو حمالة، وقبضة على شكل مقبض المكنسة. حصل مظهر قبضة المسدس المميز لقب برومهاندل في البلدان الناطقة باللغة الإنجليزية، وكان يلقب في الصين ب «مدفع كانون» (بالصينية : 盒子炮؛ بينيين : hézipào).

## الخدمة
في غضون سنة من تقديمه، بيعت مسدسات C96 ليس فقط للحكومات، ولكن أيضا لإعادة بيعها تجاريا للمدنيين وضباط عسكريين وأفراد. وكان C96 ماوزر مسدس أيضا له شعبية جارفة للغاية مع الضباط البريطانيين في ذلك الوقت والتي تم شراؤه من القطاع الخاص من قبل العديد منهم، وتم تزويد أرقام لريتشاردز يستلي في المملكة المتحدة لهذا الغرض، على الرغم من شعبيتها مع الجيش البريطاني قد تضاءلت مع بداية الحرب العالمية أولا باعتبارها أسلحة شخصية عسكرية، دخلت المسدسات في الخدمة في مختلف الحروب الاستعمارية، وكذلك الحرب العالمية الأولى، وحرب الاستقلال الاستونية، والحرب الأهلية الإسبانية، والحرب الأهلية الصينية، والحرب العالمية الثانية. وC96 أيضا أصبح العنصر الرئيسي في كل من مفوضي البلشفية وأمراء الحرب وزعماء العصابات المختلفة في الحرب الأهلية الروسية.

## تنوع العقود
كان عقد سلاح ماوزر العسكري الأول مع الحكومة العثمانية التركية في عام 1897. حيث طلبوا 1000 مسدس، بل كانت المجموعة الخاصة بهم الرقم التسلسلي، الممتد من 1 إلى 1000. وهي تختلف من حيث أنها تستخدم نظام رقم غير العربية ووضع السنة الإسلامية الهجرية "1314" بدلا من السنة الميلادية المسيحية 1896/1897. وتشمل علامات النجمة سداسية على جانبي الفجوة، وشارة السلطان عبد الحميد الثاني والعام 1314 الهجري على لوحة الإطار الخلفي.

## المستخدمون
- البرازيل
- فنلندا:استخدم في الحرب الأهلية الفنلندية والحرب العالمية الثانية.[2]
- الإمبراطورية الألمانية
- مملكة إيطاليا
- ألمانيا النازية
- الدولة العثمانية
- جمهورية الصين: China|Communist]] and warlord forces.[3]
- مملكة أسبانيا
- الاتحاد السوفيتي
- المملكة المتحدة